# フランソワ・カマノ
フランソワ・カマノ（François Kamano 、1996年5月2日 - ）は、ギニア・コナクリ出身のプロサッカー選手。ギニア代表。アブハー・クラブ所属。ポジションは、フォワード。

## クラブ経歴
SCバスティア加入後、2014年8月9日のオリンピック・マルセイユで途中出場しプロデビューを果たした。12月20日のSMカーン戦で初ゴール。
2014年7月、FCジロンダン・ボルドーに250万ユーロで移籍、4年契約を結んだ。
2020年8月17日、FCロコモティフ・モスクワと長期契約を結んだ。
2023年8月3日、アブハー・クラブに2年契約で移籍した。2024年8月23日、カマノはダマクと1年契約を結びました。

## 代表
ギニア代表の一員として、アフリカネイションズカップ2015に参加した。2019年6月13日、彼はギニア代表の23人のメンバーに選ばれ、アフリカネイションズカップ2019（エジプト開催）に出場しました。  2019年6月22日、彼はギニアがマダガスカルと2–2で引き分けた開幕戦でゴールを決めました。